# جيمس إم. هوارد جونيور
جيمس إم. هوارد جونيور (بالإنجليزية: James M. Howard, Jr.)‏ هو مدرس أمريكي، ولد في 1922 في موريستاون في الولايات المتحدة، وتوفي في 2002.